# Vemhån
Vemhån är en småort i Vemdalens distrikt (Vemdalens socken) i Härjedalens kommun, vid ån Veman. Invånarantalet uppgick 2010 till 195 personer. Till 1 februari 1966 gick tåg på Hedebanan cirka 1 km väster om Vemhån på andra sidan ån. Stationen hette Håberget.

## Befolkningsutveckling
| Befolkningsutvecklingen i Vemhån 1990–2015 | Befolkningsutvecklingen i Vemhån 1990–2015 | Befolkningsutvecklingen i Vemhån 1990–2015 | Befolkningsutvecklingen i Vemhån 1990–2015 | Befolkningsutvecklingen i Vemhån 1990–2015 |
| ------------------------------------------ | ------------------------------------------ | ------------------------------------------ | ------------------------------------------ | ------------------------------------------ |
|                                            |                                            |                                            |                                            |                                            |
| År                                         |                                            |                                            | Folkmängd                                  | Areal (ha)                                 |
| 1990                                       | 1990                                       |                                            | 82                                         | 28#                                        |
| 1995                                       | 1995                                       |                                            | 74                                         | 27#                                        |
| 2000                                       | 2000                                       |                                            | 69                                         | 27#                                        |
| 2005                                       | 2005                                       |                                            | 73                                         | 28#                                        |
| 2010                                       | 2010                                       |                                            | 56                                         | 28#                                        |
| 2015                                       | 2015                                       |                                            | 54                                         | 41#                                        |
| Anm.: # Som småort.                        |                                            |                                            |                                            |                                            |